# 三溪站
三溪站是廣州地鐵5號線的一座車站，位於中國廣東省广州市天河區黄埔大道東桃園東路口西側的地底，於2009年12月28日啟用。
本站與位於附近的魚珠車輛段接軌。

## 車站結構

### 車站樓層
本站共兩層。地面為黄埔大道东、桃園東路、汇彩路、棠下涌、美林天地以及其它建築；地下一層為站廳层；地下二層為5號線月台。
| 地下一层 | 站廳     | 售票機、客服中心、商店、警务室、安检设施 |  |  |
| 地下二层 | 2 站台   | █5号线 滘口方向（下站：东圃）            |  |  |
|          | 岛式站台 |                                          |  |  |
|          | 1 站台   | █5号线 黄埔新港方向（下站：鱼珠）        |  |  |

### 站厅

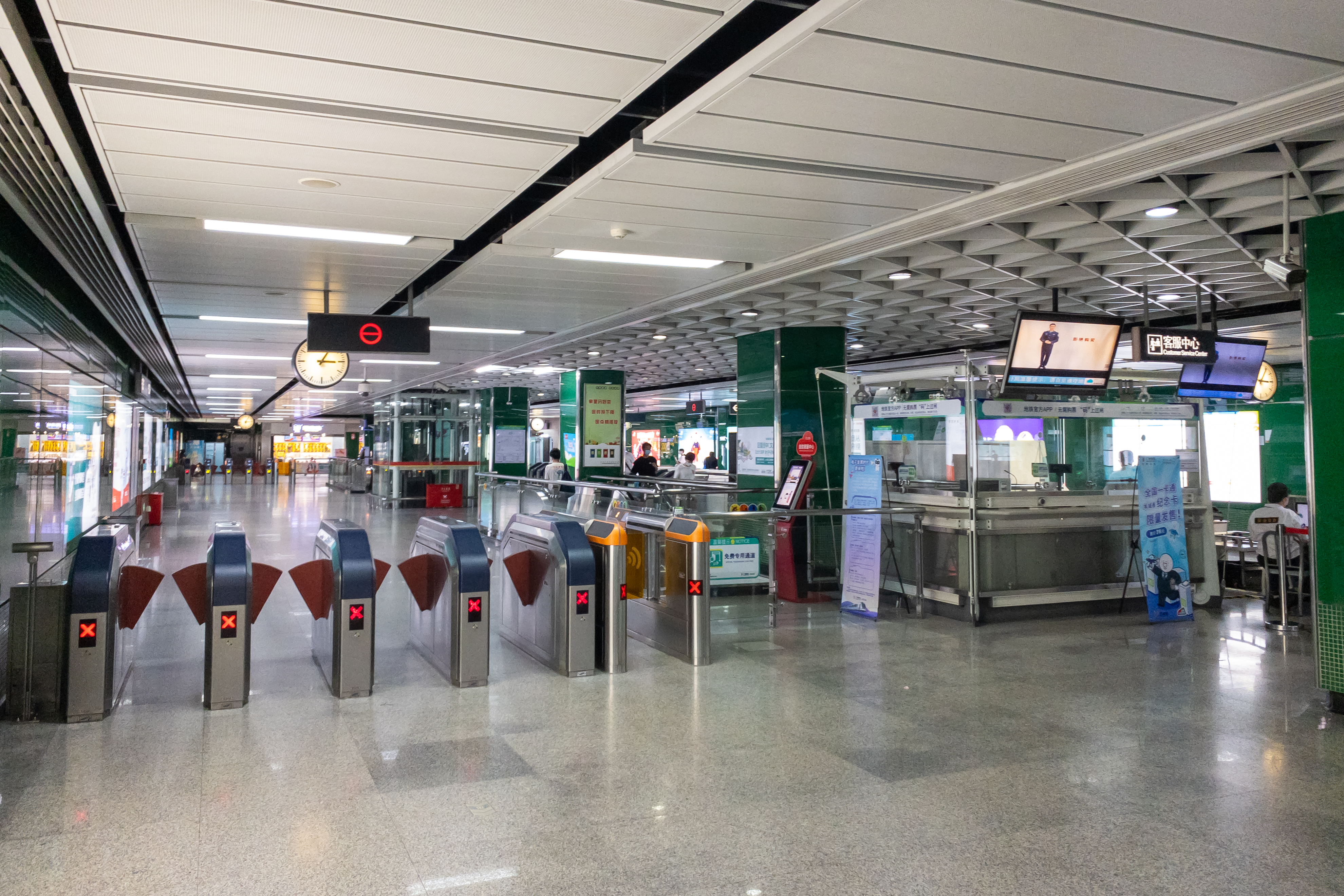
站厅

为方便行人进出，三溪站厅南侧被划分为收费区。站厅收费区设有3台扶手电梯、1组楼梯和1台专用电梯供乘客来往于站厅及站台。
另外，三溪站设有便利店、面包糕饼店等商店，亦设有自动售卖机等设施。

### 月台
三溪站设有一个岛式月台，位于黄埔大道东地底。
本站月台东端设有出段线，通往魚珠車輛段。在高峰时段，由于需要投放更多列车来疏导客流，从鱼珠车辆段開出的列车可以直接驶入到本站2號月台开始载客。

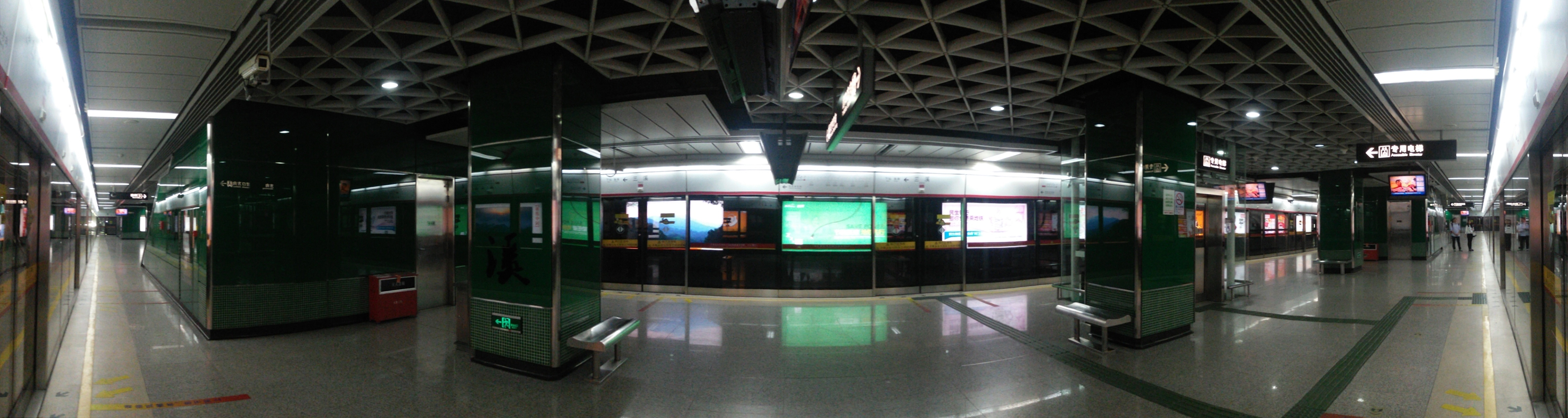
1号月台全景图

### 出入口
三溪站开通时仅在黄埔大道北側的人行道上设有B和C两个出入口；位于马路另一侧的A1、A2口则于2022年12月30日启用。
|                                                             |                                                           |      |            | |
| 編號                                                        | 设施                                                      | 照片 | 出口指示   | 建議前往的目的地 |
| A1                                                          | 升降机标志 · 扶手电梯标志 · 盲道标志 · 无障碍通道标志     |      | 黃埔大道東 | 石溪村口公交车站（东行）                                                                                                 |
| A2                                                          | 盲道标志 · 扶手电梯标志                                   |      | 黃埔大道東 | 广州保利鱼珠时光商场、汇彩路口公交车站（东行）                                                                           |
| B                                                           | 盲道标志 · 轮椅升降台标志 · 无障碍通道标志 · 扶手电梯标志 |      | 黃埔大道東 | 桃园东路、匯彩路、广州血液中心三溪献血屋、汇彩路公交总站、莲溪路口公交车站、汇彩路口公交车站（西行）、地铁三溪站公交总站 |
| C                                                           | 盲道标志 · 扶手电梯标志                                   |      | 黃埔大道東 | 石溪东路、桃园中路、楊桃公園、美林M·LIVE天地、宜家家居、石溪村口公交车站（西行）                                         |
| 註： 設有 \| 設有 \| 設有 \| 設有輪椅升降台 \| 設有扶手電梯 |                                                           |      |            | |

## 接驳交通
三溪站周边有地铁三溪站总站，以及黄埔大道东上的汇彩路口、石溪村口站和汇彩路上的莲溪路口站、汇彩路总站，方便乘客利用巴士接驳前往天河区及黄埔区各地。
| 普通巴士线路 \| 编号 \| 编号 \| 线路 \| 线路 \| 线路 \| 收费 \| 备注 \| \| ---- \| ------ \| ------------------------ \| ---- \| -------------------- \| ---- \| ------------- \| \| \| 261 \| 大坦沙（市1中） \| ⇆ \| 鱼珠 \| 3元 \| \| \| \| 356 \| 黄埔体育中心 \| ⇆ \| 汇彩路 \| 2元 \| \| \| \| 402 \| 东圃（兰亭盛荟） \| ↻ \| 地铁三溪站 \| 2元 \| \| \| \| 495 \| 玉树新村 \| ⇆ \| 琶洲塔公交总站 \| 2元 \| \| \| \| 517 \| 天河公交场 \| ⇆ \| 石化路 \| 2元 \| \| \| \| 550 \| 琶洲保利 \| ⇆ \| 东圃珠村 \| 2元 \| \| \| \| 903 \| 天河智慧城核心区（高唐） \| ⇆ \| 地铁三溪站 \| 2元 \| \| \| \| B2A \| 广州火车站（草暖公园） \| ⇆ \| 汇彩路 \| 2元 \| \| \| \| B6 \| 同和路（藍山花園） \| ⇆ \| 匯彩路 \| 2元 \| \| \| \| B6快线 \| 同和路（藍山花園） \| ⇆ \| 匯彩路 \| 2元 \| \| \| \| B24 \| 车陂 \| ⇆ \| 黄埔低空经济创新中心 \| 2元 \| \| \| \| 夜97 \| 车陂 \| ⇆ \| 萝岗 \| 4元 \| B24路附属线路 \| |        |                          |      |                      |      |               |
| 编号 | 编号   | 线路                     | 线路 | 线路                 | 收费 | 备注          |
| | 261    | 大坦沙（市1中）          | ⇆    | 鱼珠                 | 3元  |               |
| | 356    | 黄埔体育中心             | ⇆    | 汇彩路               | 2元  |               |
| | 402    | 东圃（兰亭盛荟）         | ↻    | 地铁三溪站           | 2元  |               |
| | 495    | 玉树新村                 | ⇆    | 琶洲塔公交总站       | 2元  |               |
| | 517    | 天河公交场               | ⇆    | 石化路               | 2元  |               |
| | 550    | 琶洲保利                 | ⇆    | 东圃珠村             | 2元  |               |
| | 903    | 天河智慧城核心区（高唐） | ⇆    | 地铁三溪站           | 2元  |               |
| | B2A    | 广州火车站（草暖公园）   | ⇆    | 汇彩路               | 2元  |               |
| | B6     | 同和路（藍山花園）       | ⇆    | 匯彩路               | 2元  |               |
| | B6快线 | 同和路（藍山花園）       | ⇆    | 匯彩路               | 2元  |               |
| | B24    | 车陂                     | ⇆    | 黄埔低空经济创新中心 | 2元  |               |
| | 夜97   | 车陂                     | ⇆    | 萝岗                 | 4元  | B24路附属线路 |

## 利用状况
三溪站附近有大型楼盘美林湖畔及多条自然村，地铁口旁的美林天地和宜家家居等购物广场亦先后于2019年开业，因此本站客流非常可观。
因5號線的客運壓力本已十分巨大，13號線的开通更引入了大量的換乘客流，导致现时早高峰时段，有可能需要等候兩至三趟車才能上車。为维持运营秩序，本站自2018年1月8日起在工作日早高峰时段實施客流控制措施，21号线开通后更进一步延长客控时段。目前，本站的客流高峰时段为工作日7时30分至9时20分。

## 历史
三溪站最早於1997年的《廣州市城市快速軌道交通線網規劃研究（最終報告）》中出现，當時的3號綫设有本站，最初规划名为鱼珠站，位置与现时基本一致。2003年方案中，3號綫易名为5号线，仍旧设有本站，并落实兴建，后于2006年正式动工。
本站在規劃及建設階段被稱為鱼珠站，但因本站离實際的鱼珠有两涌之隔，因此并不合适命名“鱼珠站”。而车站附近的莲溪村、石溪村与宦溪村方面為爭取以自己村名命名車站出现分歧，各不相让。最后地铁方面只能折衷，将本站命名为莲溪、石溪、宦溪合称的三溪站。
2009年6月28日，本站三权正式移交营运事业总部；2009年12月28日，5号线正式开通运营，本站正式启用。
2022年年末疫情期间，本站曾受防控措施影响，于11月26日至11月30日下午暂停服务。
2022年12月30日，本站A1、A2出入口正式启用。